# 타마울리파사우루스
타마울리파사우루스(학명:Tamaulipasaurus morenoi)는 도마뱀목 레피도사우루스과에 속하는 도마뱀이다. 지금은 멸종한 종으로서 전체적인 몸길이가 3~6m인 거대한 도마뱀에 속한다.

## 특징
타마울리파사우루스(Tamaulipasaurus)는 멕시코의 초기 또는 중간 쥐라기(Middle Juragi)에서 온 레피도사우로모르프 파충류의 멸종된 속이다. 라 보카 형성의 생산적인 화석지 후이자찰 캐년에서 발견된 두개골 물질을 바탕으로 한 단일 종인 타마울리파사우루스 모레노이가 들어 있다. 타마울리파사우루스는 굴을 파고 있는 스쿼마테의 현대적인 집단인 암피스바에니안의 그것과 비슷한 특이한 응축된 두개골을 가지고 있었다. 또한 그것이 진정한 스쿼마이트가 아님을 나타내는 다양한 플레시오모르픽("원형") 두개골 특징을 모두 가지고 있었다. 그럼에도 불구하고 다른 특징들은 더 넓은 파충류 집단인 레피도사우로모르파 내에서 스쿼마이트에 더 가까운 위치를 지지한다. 타마울리파사우루스는 먹잇감을 사냥하는 데에 있어 편리한 긴 목과 다리를 가지고 있으며 양턱이 매우 크고 턱에는 총 15~25개의 삼각형 모양의 이빨들을 가지고 있다. 먹이로는 당대에 서식했던 작은 동물, 절지동물, 곤충, 공룡의 알을 주로 잡아먹고 살았을 육식성의 도마뱀으로 추정되는 종이다.

## 생존시기와 서식지와 화석의 발견
타마울리파사우루스가 생존했던 시기는 중생대의 쥐라기 초기로서 지금으로부터 2억년전~1억 8000만년전에 생존했던 종이다. 생존했던 시기에는 멕시코를 비롯한 중남미와 남아메리카의 산맥에 형성됐던 밀림 및 열대우림이나 초원에서 주로 서식했던 도마뱀이다. 화석의 발견은 1994년에 멕시코와 중남미, 남아메리카의 쥐라기에 형성된 지층에서 멕시코와 중남미, 남아메리카의 고생물학자들에 의하여 처음으로 화석이 발견되어 새롭게 명명된 종이다.

## 같이 보기
- 파충류
- 중생대
- 쥐라기
- 도마뱀
- 화석